# 29127 Karnath
29127 Karnath è un asteroide della fascia principale. Scoperto nel 1985, presenta un'orbita caratterizzata da un semiasse maggiore pari a 2,7487261 au e da un'eccentricità di 0,1451570, inclinata di 6,73762° rispetto all'eclittica.